# 豪尔赫·贝当古
豪尔赫·贝当古（西班牙語：Jorge Betancourt，1982年2月13日—），古巴男子跳水运动员。他曾代表古巴参加2003年和2007年泛美运动会跳水比赛，获得二枚银牌。他也曾出战2004年和2008年夏季奥运会。